# Índia nos Jogos Olímpicos de Verão de 2024
Índia competiu nos Jogos Olímpicos de Verão de 2024 realizados em Paris, na França, entre 26 de julho e 11 de agosto de 2024. Foi a 26.ª participação do país nos Jogos Olímpicos de Verão desde a estreia em Paris 1900.
Foi representado por 112 atletas que competiram em 16 esportes. Conquistou seis medalhas, sendo uma de prata com Neeraj Chopra no lançamento de dardo masculino do atletismo, e cinco medalhas de bronze, sendo três no tiro esportivo com Manu Bhaker na pistola de ar 10 metros feminino, com Bhaker e Sarabjot Singh na pistola de ar 10 metros misto e com Swapnil Kusale na carabina três posições masculino. Também conquistaram o bronze Aman Sehrawat na categoria até 57 kg masculino da luta livre e a equipe masculina de hóquei sobre a grama.

## Medalhas
| Atleta | Esporte              | Evento                               | Medalha |
| --- | -------------------- | ------------------------------------ | ------- |
| Neeraj Chopra | Atletismo            | Lançamento de dardo masculino        | Prata   |
| Manu Bhaker | Tiro                 | Pistola de ar 10 m feminino          | Bronze  |
| Manu Bhaker Sarabjot Singh | Tiro                 | Pistola de ar 10 m misto por equipes | Bronze  |
| Swapnil Kusale | Tiro                 | Carabina três posições masculino     | Bronze  |
| - Jarmanpreet Singh - Abhishek Nain - Manpreet Singh - Hardik Singh - Gurjant Singh - Sanjay Rana - Mandeep Singh - Harmanpreet Singh - Lalit Upadhyay - P. R. Sreejesh - Sumit Walmiki - Shamsher Singh - Raj Kumar Pal - Amit Rohidas - Vivek Prasad - Sukhjeet Singh | Hóquei sobre a grama | Masculino                            | Bronze  |
| Aman Sehrawat | Lutas                | Livre até 57 kg masculino            | Bronze  |

## Competidores
Esta foi a participação por modalidade nesta edição:
| Esporte              | Masculino | Feminino | Total |
| -------------------- | --------- | -------- | ----- |
| Atletismo            | 18        | 11       | 29    |
| Badminton            | 4         | 3        | 7     |
| Boxe                 | 2         | 4        | 6     |
| Halterofilismo       | 0         | 1        | 1     |
| Hipismo              | 1         | 0        | 1     |
| Hóquei sobre a grama | 16        | 0        | 16    |
| Golfe                | 2         | 2        | 4     |
| Judô                 | 0         | 1        | 1     |
| Remo                 | 1         | 0        | 1     |
| Lutas                | 1         | 5        | 6     |
| Natação              | 1         | 1        | 2     |
| Tênis                | 3         | 0        | 3     |
| Tênis de mesa        | 3         | 3        | 6     |
| Tiro                 | 10        | 11       | 21    |
| Tiro com arco        | 3         | 3        | 6     |
| Vela                 | 1         | 1        | 2     |
| Total                | 66        | 46       | 112   |